# Hôpital de la Conception
L'hôpital de la Conception est l'un des quatre hôpitaux publics de Marseille. Il est situé dans le quartier de La Conception, dans le 5e arrondissement.  L'hôpital fait partie de l'Assistance publique - Hôpitaux de Marseille.
Les bâtiments du nouvel hôpital ont été construits entre 1982 et 1985.
Rapatrié d'Afrique malade, le poète Arthur Rimbaud y meurt le 10 novembre 1891.

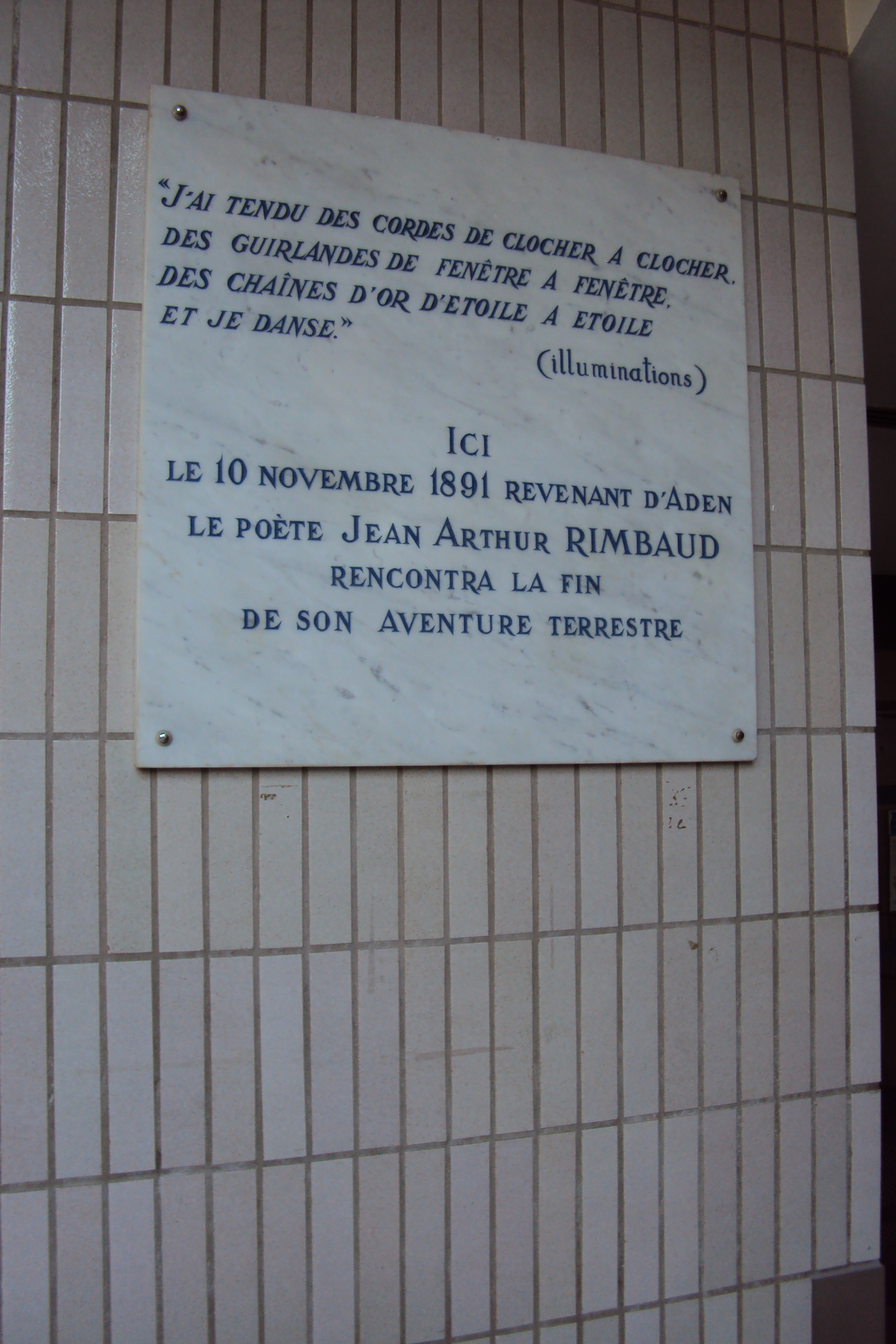
La plaque commémorative de la mort d'Arthur Rimbaud à l'hôpital de la Conception

## Histoire
Au XIXe siècle, Marseille ne dispose que de trois hôpitaux : l'Hôtel-Dieu, l'hospice de la Charité ainsi que l'asile Saint-Pierre, qui deviendra l'Hôpital de la Timone. Ces hôpitaux, en partie vétustes, ne suffisent alors plus aux besoins de la population. C'est pourquoi, en 1842, la commission administrative des Hospices décide de l'édification d'un nouvel hôpital. Les plans sont approuvés par le ministère en 1846, mais la Révolution française de 1848 met le projet à l'arrêt, c'est pourquoi il faut attendre 1851 pour que  le préfet propose de construire un hôpital plus petit que les plans originaux : inauguré en 1857, il porte le nom de Conception Immaculée.
En 1910, le vice-président de la commission des Hospices estime que les bâtiments doivent être détruits et reconstruits. Son vœu n'est exaucé que soixante-quinze ans plus tard : la nouvelle Conception est construite entre 1982 et 1985. Les anciens bâtiments sont détruits au fur et à mesure de la livraison des nouveaux, afin que l'activité ne soit pas interrompue.
Il ne restera de l'ancienne Conception que le service du Pr Jean Olmer, le pavillon Cornil et la clinique obstétricale.

## Accès
L'hôpital est desservi par les lignes 1 du métro (arrêt « Baille » ou « Timone »), et 54 du bus (arrêt « Conception ») de la RTM.